# مالفانيا
مالفانيا (بالإيطالية: Malvagna)‏ هي بلدية في مقاطعة ميسينا في صقلية الإيطالية.

## السكان
في سنة 1861 بلغ عدد السكان 1٬403 نسمة، وتطور العدد ليصل في سنة 2011 لـ 794 نسمة.
يظهر هذا المخطط البياني تطور النمو السكاني لـ مالفانيا